# 창 (영화 감독)

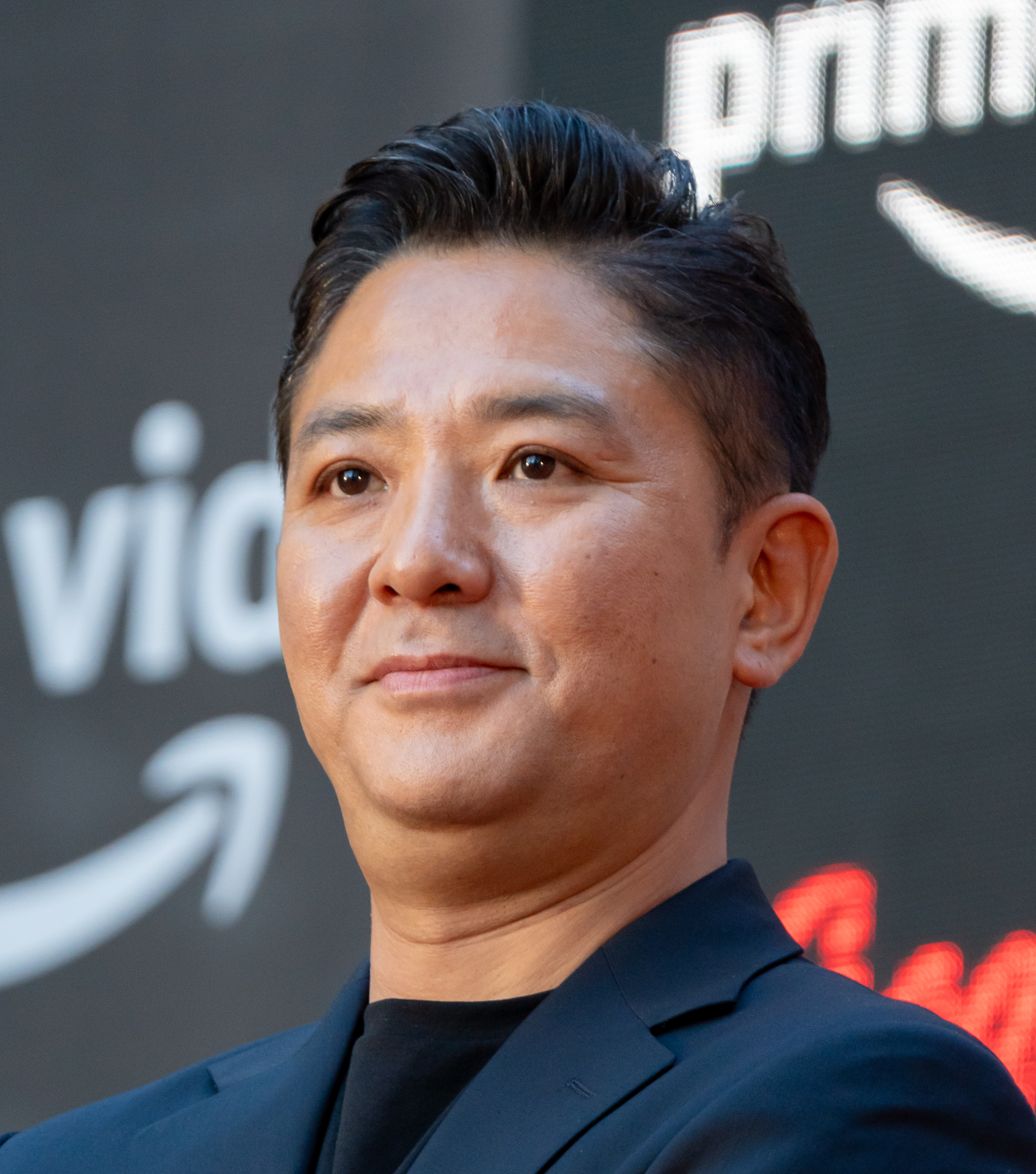

윤홍승(1975년 ~ )은 Chang이라는 가명을 사용하는 대한민국의 영화 감독이자 각본가이다. 전 뮤직 비디오 감독이었으며 2008년에 고사: 피의 중간고사라는 한국의 공포 영화로 데뷔하였다. 두 번째 장편 영화 표적(2014년)은 2010년 프랑스 영화 포인트 블랭크의 리메이크 작품이며, 2014년 칸 영화제와 제19회 부산국제영화제에 초대되었다.

## 참여 작품
- 고사: 피의 중간고사
- 표적 (2014년 영화)
- 계춘할망
- 치명도수: RESET